# Merfyn Frych

Mittelalterliche Königreiche in Wales.

Merfyn Frych oder Merfyn Frych ap Gwriad (Merfyn der Sommersprossige, Sohn von Gwriad; † 844) war der Erste seines Hauses, der von 825 bis 844 das in Nordwestwales gelegene keltische Königreich Gwynedd regierte. Seine Bedeutung verdankt er aber mehr der Tatsache, dass er der Vater von Rhodri dem Großen war, dem es nach Jahrhunderten der Aufspaltung gelang, einen Großteil von Wales in einer Hand zu vereinen.

## Herkunft

### Ursprung
Merfyn Frych stammt aus einer sehr alten keltischen Herrscherfamilie, die sich der Tradition nach bis auf den legendären britischen König Beli Mawr (Beli der Große) zurückführen lässt. Dieser war wahrscheinlich ein historischer Herrscher, dem es als erstem gelang, die keltischen Stämme in Britannien zu einigen, jedoch wurde sein Leben so von Mythen überwuchert, dass es schwer ist, historische Fakten zu erkennen. Er lebte eine Generation vor der Invasion Britanniens durch Julius Caesar (55 v. Chr.), da diesem der Tradition nach sein Sohn Caswallon oder Cassivellaunus (c. 60–48 v. Chr.) als Gegenspieler gegenübertrat.

### Nähere Stammväter
Coel Hen (Coel der Alte), den walisische Überlieferungen (wie das Bonedd Gwŷr y Gogledd, „Die Nachkommenschaft der Männer des Nordens“) um 350 bis 420 als König im Hen Ogledd („der alte Norden“), das heißt, im britonisch sprechenden Gebiet Nordenglands und Südschottlands im römischen oder nachrömischen Britannien, als Ahnherr einiger Königsdynastien nennen.
Llywarch Hen ap Elidyr (Llywarch der Alte, Sohn des Elidyr) war König von Rheged (in Nordwestengland und Südwestschottland) und von der Isle of Man (c. 560–595),. Als Erbe seiner Mutter, die eine Tochter von Maelgwyn König von Gwynedd war, konnte er vermutlich seine Herrschaft auch auf die zum Königreich Gwynedd gehörige Insel Anglesey ausdehnen. Llywarch war jedoch seiner Natur nach weniger ein Herrscher als ein Dichter, verzichtete daher vorzeitig auf die Krone und ließ sich bei seinen Verwandten, den Königen von Gwynedd und den von Powys, als Hofdichter nieder (siehe auch Englynion y Clyweid, „Die Sprüche der Weisen“). Um 582 wurde die Isle of Man von König Aedan von Dalriada erobert.

### Eltern
Merfyns Vater war Gwriad (Guriat) ap Elidyr (Gwriad Sohn des Elidyr), der sich um das Jahr 800 wieder als König der Isle of Man durchgesetzt hatte, was nicht ganz einfach war, da damals die Insel vorwiegend von Iren bewohnt war und er daher als Fremder angesehen wurde. Vermutlich gelang ihm dies dank der Unterstützung durch seinen Schwiegervater, den König von Gwynedd. An Merfyns Vater erinnert das von diesem in Maughold im Norden der Isle of Man (Insel Man) gestiftete „Crux Guriad“ (Kreuz des Gwriad).
Merfyns Mutter war Essyllt (Ethyllt), eine Prinzessin von Gwynedd. Sie war eine Tochter von Cynan Dindaethwy ap Rhodri, König von Gwynedd (798–816), dessen Stammreihe der Tradition nach über Coel Hen gleichfalls bis auf Cassivellaunus (cl. 60–48 v. Chr.) – den britischen Gegenspieler von Julius Caesar – zurückgeführt wird. Auf ihr beruht der von Merfyn später erhobene Anspruch auf die Thronfolge im Königreich Gwynedd.

## Leben

### König der Isle of Man
Merfyn wurde der Tradition nach auf der Isle of Man geboren und folgte dort nach dem Tod seines Vaters als König der Insel. Seine Herrschaft als König der Isle of Man war allerdings nicht von langer Dauer, da Man und die anderen im Westen Britanniens gelegenen Inseln ab 830 zunehmend von skandinavischen Wikingern und von den irisch-nordischen Gael-Gaedhill besiedelt wurden.

### König von Quinedd

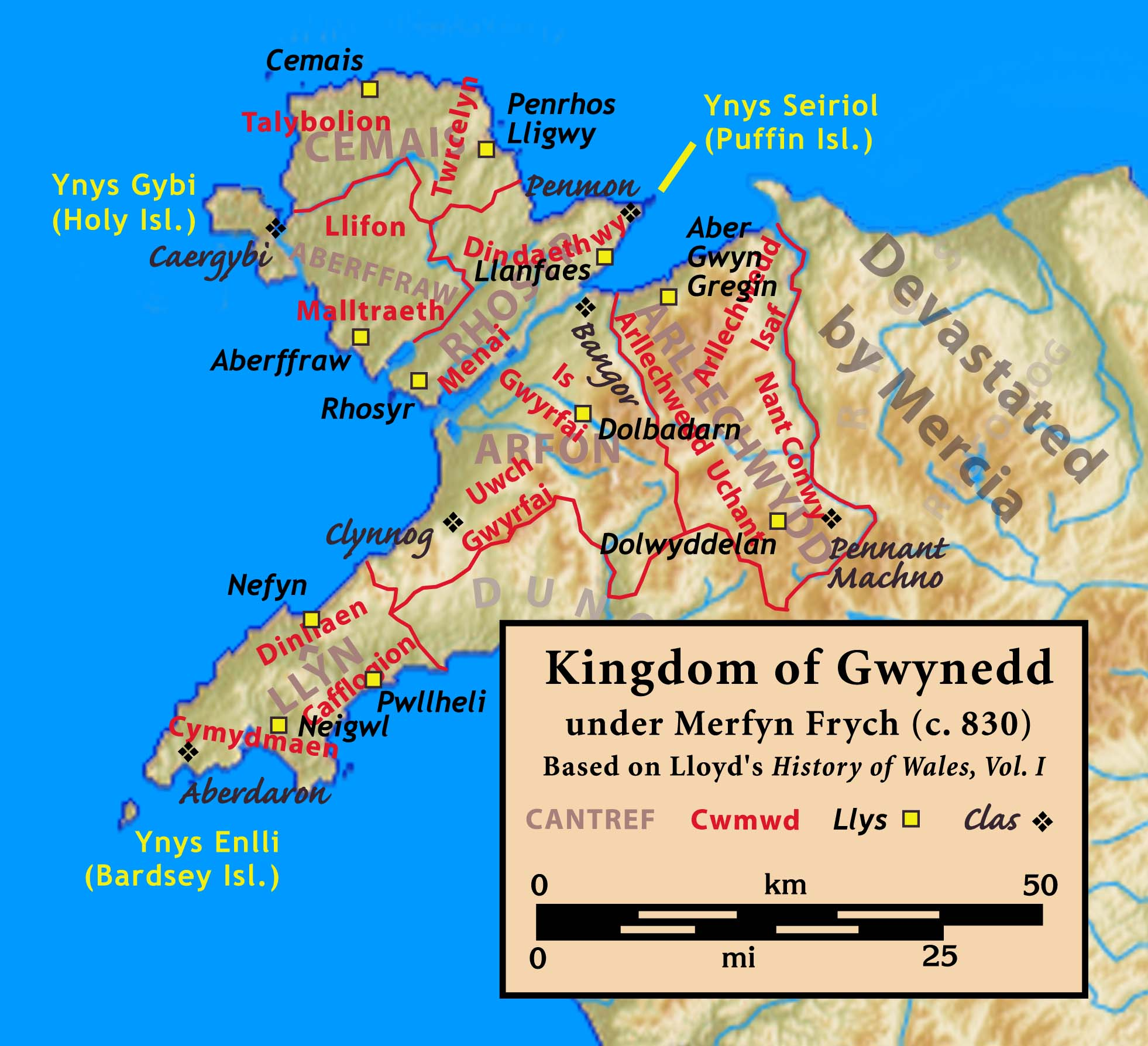
Karte des Königreichs von Quinedd

Durch seine Mutter, die aus dem Königshaus von Gwynedd abstammte, hatte er einen zumindest theoretischen Erbanspruch auf die Krone dieses Königreiches. Daher verfolgte er mit persönlichem Interesse den langjährigen Machtkampf, den sich sein Großvater Cynan Dindaethwy ap Rhodri Molwynog, der von 798 bis 816 als König von Gwynedd regierte, mit dessen Bruder, Hywel ap Rhodri Molwynog, lieferte.
In diesen Familienstreit siegte letztlich Merfyns Großonkel Hywel, der seinen Bruder 816 vertrieb und bis 825 als König von Gwynedd regierte.
Nach dem Tod seines mütterlichen Großonkels, König Hywel im Jahre 825 gelang es Merfyn – wohl mangels näherer männlicher Erben – sich in Quinedd als Herrscher durchzusetzen und damit zugleich über zwei Königreiche zu herrschen.
In Quinedd kam es dadurch zur Ablösung der bisher herrschenden Dynastie, die sich von dem halbmythischen König Cunedda Wledig ap Edern (Cunedda der Kaiser, Sohn von Edern) ableitet, der um 420 vom Norden Britanniens nach Nordwales gekommen war, wo seine Nachkommen dann etwa 400 Jahre lang als Könige von Quinedd regierten.

### Bedrohungen von außen

Britannien zu Anfang des 9. Jahrhunderts

Beide Königreiche waren äußeren Bedrohungen ausgesetzt.

### Abwehr gegen die Wikinger
Die Isle of Man wie die Shetlandinseln waren schon seit Ende des 8. Jahrhunderts Ziel von Überfällen norwegischer Wikinger, die sich vielfach dort auch dauerhaft niederließen, wie sich an vielen Ortsnamen zeigt. Obwohl die Isle of Man immer wieder von Wikingern heimgesucht wurde, konnte sich Merfyn als Vertreter der einheimischen keltischen Könige vorerst noch halten.
Nach dem isländischen Landnámabók das die Besiedlung Islands beschreibt und der isländischen Eyrbyggja saga eroberte wenig später der norwegische Heerführer Ketill flatnefr (Ketill Flachnase) im Auftrag von Harald I. Schönhaar König von Norwegen (872–930) die Hebriden und machte sich dort zum König. Auch Man wurde Teil des skandinavischen Herrschaftsbereiches.

### Abwehr gegen die Angelsachsen
Der andere Herrschaftsbereich Merfins, das im Osten seiner Inseln gelegene walisische Königreich Gwinedd, war gleichfalls äußeren Bedrohungen ausgesetzt. Neben Überfällen räuberischer Wikinger gab es eine viel ernsthaftere Gefahr in der Gestalt des östlichen Nachbarn, des angelsächsischen Königreiches Mercia. Dieses hatte dank seiner expansiven Politik die Vorherrschaft innerhalb der Heptarchie der angelsächsischen Königreiche errungen und strebte danach, auch Wales seiner Hegemonie zu unterwerfen. So war es Beornwulf König von Mercia (823–825) bereits 823 gelungen, das walisische Königreich Powys zu unterwerfen, der Angriff auf das benachbarte Königreich Gwynedd war daher nur eine Frage der Zeit.
Zum Glück für Merfyn erwuchs Beornwulf um diese Zeit in der Person von Egbert, König von Wessex (802–839), ein mächtiger Rivale. Beim Versuch, auch diesen seiner Oberherrschaft zu unterwerfen, kam es zur Schlacht von Ellandun, nahe Swindon in Wiltshire, wo die Truppen von König Beornwulf besiegt und er selbst zur Flucht gezwungen wurde. Er starb kurz darauf bei der Niederwerfung einer Revolte in Ostanglien.
Diese Niederlage der Truppen von König Beornwulf war folgenschwer, da sie zum Zusammenbruch der Hegemonie des Königreichs Mercia und damit zu einer Neuordnung der Machtverhältnisse innerhalb der angelsächsischen Heptarchie führte, indem nunmehr das Königreich Wessex zur führenden angelsächsischen Macht aufstieg. Die Angelsächsische Chronik hält dazu fest, dass König Egbert nach der Eroberung von Mercia als der siebente „Bretwalda“ (etwa: Hochkönig von Britannien) angesehen wurde.
König Merfyn mag über diese Entwicklung zunächst Erleichterung empfunden haben, da die ständige Bedrohung durch das Königreich Mercia damit hinfällig war. Es zeigte sich jedoch sehr bald, dass dies nur ein frommer Wunsch war, da König Egbert von Wessex diesen Sieg nur als Schritt zu einer umfassenden Hegemonie in Britannien ansah und daher die Gefahr einer Aggression von Osten weiterhin gegeben war. Tatsächlich unternahm er 830 einen erfolgreichen militärischen Vorstoß nach Wales, wo er Powys überrannte, aber in Gwynedd – wo König Merfyn die Verteidigung verstärkt hatte – auf harten Widerstand stieß, daher wieder abziehen musste. Dies nicht zuletzt, da es in seinem Rücken gleichzeitig zu einem Aufstand in Mercia kam, wo Wiglaf König von Mercia (827–829 und 830 bis 840) die Abhängigkeit von König Egbert abschüttelte und Mercia neuerlich zu einem unabhängigen Königreich machte.
Noch einmal kam es zu einem bedrohlichen Vorstoß von König Egbert von Wessex zur Eroberung des keltischen Westen Britanniens. Der Feldzug des Jahres 836 richtete sich jedoch primär gegen „Westwales“, das heißt gegen Cornwall, wobei Egbert jedoch bei Carthampton (in Somerset) von dänischen Wikingern besiegt wurde. Bei einem neuerlichen Feldzug konnte er jedoch 838 eine Koalition aus Dänen und Walisern bei Hingston Down in Cornwall besiegen. Dass Merfin an dieser Koalition beteiligt war, ist nicht gesichert.
Merfyn wird in einer zeitgenössischen Ergänzung der Historia Brittonum des Geschichtsschreibers Nennius – wohl etwas übertrieben – als „König der Briten“ genannt. Er tritt auch im Red Book of Hergest (walisisch: Llyfr Coch Hergest) in der Prophezeiung künftiger Könige als Merfyn Frych aus dem Land Manau auf.
Merfyn starb nach den Annales Cambriae im Jahre 844 in der Schlacht von Cyfeillog bei Ketell in Wales.

## Ehe und Nachkommen
Merfyn war mit Nest Prinzessin von Powys, einer Tochter von Cadell ap Brochfael, König von Powys (773–808) verheiratet, und hatte folgende Kinder:
- Rhodri der Große (walisisch: Rhodri Mawr ap Merfyn Frych), König von Gwynedd (844 – 878), König von Powys (854–878) und König von Seisyllwg (855–878)
- Gwriad ap Merfyn Frych